# John S. Ragin
John S. Ragin, nato John Stanley Ragin (Newark, 5 maggio 1929 – Los Angeles, 14 aprile 2013), è stato un attore statunitense.

## Biografia
Ragin è apparso in alcune serie televisive come in Alfred Hitchcock Presents, Gli invasori, e ha interpretato piccoli ruoli in film come Terremoto e The Parallax View. Nel 1991 ha interpretato il dottor Grant Jameson nella soap opera Santa Barbara.
La sua interpretazione principale è stata quella del dottor Robert J. Astin, direttore dell'Ufficio di Patologia Legale della Contea di Los Angeles nella serie televisiva Quincy (1976-1983), con protagonista Jack Klugman.

## Filmografia

### Cinema
- Le mogli (Doctors' Wives), regia di George Schaefer (1971)
- Perché un assassinio (The Parallax View), regia di Alan J. Pakula (1974)
- Terremoto (Earthquake), regia di Mark Robson (1974)
- La polizia li vuole morti (Moving Violation), regia di Charles S. Dubin (1976)

### Televisione
- Alfred Hitchcock presenta (Alfred Hitchcock Presents) – serie TV, un episodio (1960)
- Not for Hire – serie TV, episodio 1x38 (1960)
- Armstrong Circle Theatre – serie TV, 3 episodi (1960-1962)
- La città in controluce (Naked City) – serie TV, un episodio (1963)
- Il fuggiasco (The Fugitive) – serie TV, un episodio (1965)
- Gomer Pyle, U.S.M.C. – serie TV, un episodio (1965)
- Blue Light – serie TV, 2 episodi (1966)
- Laredo – serie TV, un episodio (1966)
- Amore in soffitta (Love on a Rooftop) – serie TV, un episodio (1967)
- Gli invasori (The Invaders) – serie TV, 2 episodi (1967)
- Selvaggio west (The Wild Wild West) – serie TV, episodio 3x23 (1968)
- The Outsider – serie TV, episodio 1x08 (1968)
- Squadra speciale anticrimine (Felony Squad) – serie TV, 4 episodi (1966-1968)
- Get Smart – serie TV, 2 episodi (1969)
- The Lonely Profession – film TV (1969)
- The Most Deadly Game – serie TV, un episodio (1970)
- Missione impossibile (Mission: Impossible) – serie TV, 2 episodi (1970)
- Mistero in galleria (Night Gallery) – serie TV, un episodio (1971)
- I nuovi medici (The Bold Ones: The New Doctors) – serie TV, 2 episodi (1969-1971)
- Uomini di legge (Storefront Lawyers) – serie TV, 2 episodi (1971)
- Bearcats! – serie TV, un episodio (1971)
- The Forgotten Man, regia di Walter Grauman – film TV (1971)
- The Bold Ones: The Lawyers – serie TV, 3 episodi (1969-1971)
- Due onesti fuorilegge (Alias Smith and Jones) – serie TV, un episodio (1971)
- Ironside – serie TV, 3 episodi (1969-1972)
- Jefferson Keyes (Cool Million) – serie TV, un episodio (1972)
- Mannix – serie TV, un episodio (1973)
- Tenafly – serie TV, un episodio (1973)
- The New Perry Mason – serie TV, un episodio (1973)
- Love Is Not Forever – film TV (1974)
- Il mago (The Magician) – serie TV, un episodio (1974)
- F.B.I. (The F.B.I.) – serie TV, 4 episodi (1966-1974)
- Killer Bees – film TV (1974)
- L'uomo da sei milioni di dollari (The Six Million Dollar Man) – serie TV, un episodio (1974)
- Parenti e tanti guai (Sons and Daughters) – serie TV, 9 episodi (1974)
- Cannon – serie TV, un episodio (1974)
- A tutte le auto della polizia (The Rookies) – serie TV, un episodio (1975)
- Delancey Street: The Crisis Within – film TV (1975)
- Barnaby Jones – serie TV, 2 episodi (1973-1975)
- Uno sceriffo a New York (McCloud) – serie TV, un episodio (1976)
- Harry O – serie TV, un episodio (1976)
- Ultimo indizio (Jigsaw John) – serie TV, un episodio (1976)
- La città degli angeli (City of Angels) – serie TV, un episodio (1976)
- The Amazing Howard Hughes – film TV (1977)
- The Islander – film TV (1978)
- Truck Driver (B.J. and the Bear) – serie TV, un episodio (1980)
- Quincy (Quincy M.E.) – serie TV, 148 episodi (1976-1983)
- Navy (Emerald Point N.A.S.) – serie TV, un episodio (1983)
- Riptide – serie TV, un episodio (1986)
- Mike Hammer investigatore privato (Mike Hammer) – serie TV, un episodio (1986)
- La signora in giallo (Murder, She Wrote) - serie TV, episodio 3x12 (1987)
- Airwolf – serie TV, un episodio (1987)
- Santa Barbara – serie TV (1990-1991)
- Star Trek: The Next Generation – serie TV, episodio 6x22 (1993)